# 苏洛梅斯
苏洛梅斯（法語：Soulomès）是法国洛特省的一个市镇，属于古尔东区（Gourdon）。该市镇总面积7.67平方公里，2009年时的人口为118人。

## 人口
苏洛梅斯人口变化图示